# Великий збір ОУН

Перший Конґрес Українських Націоналістів. Відень, 1929 рік.
Сидять зліва направо 1 ряд: Юліан Вассиян, Дмитро Андрієвський, Микола Капустянський, Євген Коновалець, Микола Сціборський, Яків Моралевич, Володимир Мартинець, Микола Вікул.
Стоять зліва направо 2 ряд: Іван Малько, Осип Бойдуник, Максим Загривний, Євген Зиблікевич, Петро Кожевників, Дмитро Демчук, Леонід Костарів, Олесь Бабій, Ріко Ярий, Михайло Антоненко, Зенон Пеленський.
Стоять зліва направо 3 ряд: Юрій Руденко, Ярослав Барановський, Степан Охримович, Степан Ленкавський, Андрій Федина, Ярослав Герасимович, Теофіл Пасічник-Тарнавський, Олександр Згорлякевич

Великий Збір ОУН — найвищий керівний орган Організації Українських Націоналістів.

## І-й Великий збір ОУН (Відень, 1929)
Перший Великий Збір ОУН, відомий як Конгрес українських націоналістів, відбувся у Відні 28 січня — 3 лютого 1929 року. На ньому було проголошено створення ОУН на чолі з полковником Євгеном Коновальцем, озвучені загальні світоглядні засади, політичне бачення ситуації та устроєві форми організації.
Збір прийняв «Постанови Великого Збору Організації Українських Націоналістів».

## ІІ-й Великий Збір ОУН (Рим, 1939)
Другий Великий Збір ОУН (1939) відбувся 27 серпня 1939 року в Римі в будинку колишнього керівника української дипломатичної місії в Італії Євгена Онацького (вулиця Corso d'Italia, 6). Відкрив Великий Збір промовою А. Мельник. Далі вела ВЗУН Президія на чолі з Омеляном Сеником. Роботою Резолюційної комісії керували Ярослав Стецько і Микола Сціборський. Головним питанням Збору було затвердження полковника Андрія Мельника, який фактично виконував ці функції після загибелі 23 травня 1938 полковника Євгена Коновальця Головою Проводу на основі «усного заповіту». Цікаво, що це відбилося і на новому Статуті ОУН, де зазначалося, що надалі Голову ОУН буде проголошувати ВЗУН на основі заповіту попереднього Голови Проводу. Новим в Статуті було й те, що особливо підносилася роль і місце Голови ПУН, коли він ставав вже «вождем цілої української нації» довічно й отримував цілий ряд законодавчих повноважень в Організації, що фактично робило його повновладним її диктатором, чого не було в часи Є. Коновальця.
На Римському Зборі були і протести з боку представників Краю Д. Мирона і Осипа Тюшки проти особи Я. Барановського і ряду аспектів всієї роботи Збору. Однак, їх відкинув полковник А. Мельник.
Зміни в діяльності ОУН відбулися не тільки в організаційних питаннях, а й у питанні зовнішньої політики. Дотепер, ОУН завжди непохитно стояла на позиціях повної незалежності і опиралася тільки на власні сили. Тобто, ОУН ніколи не йшла у «фарватері» жодної європейської держави у міжнародній політиці. У час же головування А. Мельника намітилася і потім щораз більше посилювалась лінія орієнтації на Німеччину. Це проявилося і під час боротьби за незалежність Закарпатської України, і пізніше. Безумовно, що політична орієнтація на країну, де проголошувалися різні теорії опанування Східною Європою і, зрозуміло, Україною, була небезпечною, що й виявилося згодом.
Збір ухвалив політичну програму Організації українських націоналістів, проголошено український націоналізм ідеологією ОУН, встановлено потребу розбудови устрою Української держави на засадах націократії — «влади нації в державі, що спирається на зорганізовані й солідарні співпраці всіх соціально-корисних верств, об'єднаних — відповідно до їх суспільних функцій — у представницьких органах державного кермування».

## ІІ-й Великий Збір ОУН (б), Краків, 1-4.04.1941
Другий великий збір ОУН (Степана Бандери) відбувся у 1-4 квітня 1941 в Кракові після розколу ОУН у лютому 1940. Провідником Організації обраний Степан Бандера, а його заступником — Ярослав Стецько.
Членами Проводу стали:
- Дмитро Мирон-Орлик
- Гасин Олекса-«Лицар» як шеф військової референтури.

Учасники: Степан Бандера, Ярослав Стецько, Василь Сидор, Дмитро Мирон-Орлик, Олекса Гасин та ін. (68 делегатів).
Головною метою Збору було утвердження ідей українського націоналізму та постанов, що стосувалися політичного, військового, економічного та соціального життя українців.

## І-ша Конференція ОУН (б) (кін. вересня— поч. жовтня 1941)
На цій конференції було прийнято рішення про перехід у підпілля.
Учасники: Климів Іван

## II-га конференція ОУН (17-21.02.1943)
З огляду на розбіжність поглядів у керівництві ОУН(Б) щодо збройного чину 17—21 лютого 1943 р. в селі Теребежі поблизу м. Олеська (Львівщина) відбулась III-тя конференція ОУН(Б).
У ній взяли участь: Микола Лебідь («Максим Рубан»), Роман Шухевич («Тур»), Василь Охримович («Бард»), Мирослав Прокоп («Гармаш», «Володимир»), Дмитро Маївський («Косар», «Тарас»), Зиновій Матла («Дніпровий»), Роман Кравчук («Петро»), Михайло Степаняк («Сергій»).
Виконувача обов'язків провідника ОУН Миколу Лебедя було зміщено, а його місце зайняв тріумвірат у складі Зиновія Матли, Дмитра Маївського та Романа Шухевича. Як і попередня, ця конференція не стосувалася польського питання. Частина делегатів, переконана у близькій поразці Німеччини, висловлювалася за те, аби якнайшвидше розпочати боротьбу з німцями. Михайло Степаняк запропонував почати повстання проти німців і вибити їх з України до приходу Червоної армії. Після вдалого антинімецького повстання, на його думку, спроби СРСР окупувати ці землі виглядали б в очах західних союзників як імперіалізм. Однак, з іншого боку, делегати вказували на необхідність боротьби ОУН із комуністами та поляками.. У зізнаннях Михайла Степаняка, які стосуються постанов III Конференції, йдеться про таке: «… пізніше під впливом Романа Шухевича політика ОУН у питанні збройної боротьби відійшла від постанов конференції і пішла у напрямку, який в практиці застосував на Волині командувач УПА Клим Савур, тобто боротьби проти червоних (радянських) партизанів і поляків.»
«Тур» піддав критиці позицію «Ле» (В.Кук), котрий підтримував точку зору М. Степаняка щодо загальноукраїнського збройного зриву проти німців, в тому числі й в Галичині.
На III-й конференції ОУН(Б) були остаточно вирішені питання створення УПА і визначені головні вороги українського визвольного руху (нацисти і більшовики).

## ІІІ-й Надзвичайний великий збір ОУН (б) (Тернопільщина, 1943)
Третій Надзвичайний Великий Збір ОУНР (1943) відбувся 21-25 серпня 1943 р. в с. Слобода Золота Козівського району Тернопільської області. На ньому була затверджена лінія Романа Шухевича — Дмитра Клячківського на створення повстанських формувань (УПА) і відкриту збройну боротьбу проти «двох окупантів-імперіалістів» — III Рейху і СРСР. Становище Р. Шухевича в керівному середовищі визвольного руху значно зміцнилося. Йому вдалося подолати спротив М.Лебедя і М.Степаняка, котрі виступали проти активізації дій УПА на протибільшовицькому фронті, вважаючи, що це «призведе до масового знищення українського народу», і накреслити заходи щодо подальшої розбудови структур і запілля повстанської армії, підвищення її боєздатності. «Тур» (Р.Шухевич) зумів також переконати учасників III НВЗ в необхідності демократизації політичних та ідеологічних засад ОУН, зробити їх зрозумілими і прийнятними для самостійницьких елементів Наддніпрянської України.
Крім того, обійнявши посади Голови Бюро Проводу ОУН і Головного Командира УПА, «Тарас Чупринка» (таким стало нове псевдо Головного Командира) запобіг намірам «Клима Савура» (Д.Клячківський) та деяких волинських діячів поставити УПА вище ОУН, оголосити УПА «найвищою і єдино-суверенною владою на звільнених землях України».
Конгрес прийняв Програмні постанови, які визначали напрямки та методи ведення боротьби.

## Конференція ОУН (б) (Тернопільщина, 1946)
Відбулася в с. Бишки, Козівський район у червні 1946.
Вирішено перейти від повстанської до підпільної тактики боротьби, основою якої стала політично-пропаґандистська діяльність. Відділи УПА мали бути розчленовані на самостійні підвідділи з 11-50 осіб.
При переході на підпільну тактику боротьби ОУН і УПА фактично об'єднувались в одну організацію — збройне підпілля ОУН-УПА. Перейшовши в глибоке підпілля, український визвольно-революційний рух своїх збройних акцій не припинив, змінився тільки їх характер. Це були вже не бої сотень і куренів УПА, а сутички з ворогом розчленованих, але керованих із одного центру підпільних груп.

## ІІІ-й Великий Збір ОУН(1947)
На цьому Зборі Андрія Мельника було обрано довічним Головою Проводу українських націоналістів (ПУН).

## IV-й Великий Збір ОУН(1955)
Намітив шляхи дії ОУН(м) на чужині в змінених умовах переселення і почав шлях налагодження контактів з Рідними Землями в змінених обставинах і зовсім новими методами.

## V-й Великий Збір ОУН(1960)
Був форумом, на якому обговорювалося тактичне та устроєве майбутнє організації, вирішувалася проблема поколінь, на якому впритул наблизилися, хоч і без остаточного вирішення, до проблем контакту з Україною та до взаємовідношення секторів життя на чужині.

## IV-й Великий збір ОУН (б)(1968)
Цей Збір відбувся в двох частинах навесні 1968 року.
Близько 200 делегатів працювали в 15 комісіях: 1) ідеологічній і становища в Україні та в СРСР; 2) стратегії революції; 3) переходового етапу; 4) програмовій; 5) внутрішньої політики; 6) устроєвій; 7) зовнішньої політики; 8) завдань ОУН на сучасному етапі; 9) інформативно-пропагандивній; 10) юнацтва і молоді; 11) фінансово-господарських справ; 12) служби безпеки; 13) верифікаційній; 14) номінаційній та 15) головній, до якої входили голови всіх комісій.
На Великому Зборі було відмічено, що в Україні і на всьому просторі російсько-комуністичної імперії йде потужна духовна а нерідко підпільна боєва боротьба між українською і російською націями. Проти злочинного мессіанізму, геноциду через асиміляцію і злиття націй у російську націю, проти ідеї панування російської нації над іншими націями, проти Москви — носія деспотії, тиранії, тоталітаризму, матеріалізму і безбожництва, комунізму і повної деградації людини в колективізмі стає на весь зріст українська культура з ідеєю повної свободи творчого вияву кожної нації, з концепцією незалежних і вільних націй, з пошаною людини, з гарантією свободи культурної творчости в справедливому суспільному укладі. Цю протиставність і боротьбу двох світів — українського і російського — схоплено коротко в гаслі: «Київ проти Москви», що його прийняв IV-й Великий Збір, як додаткове гасло до гасла, прийнятого на II-му Великому Зборі, а саме «Свобода народам! Свобода людині!».

## VI-й Великий Збір ОУН(1965)
Переломний щодо внутрішніх проблем Українського націоналістичного руху (УНРуху) та ОУН: знайдено розв'язку ситуації, яка виникла після смерті полк. А.Мельника, усунуто ряд важких і небезпечних проблем, які могли поділити організацію, передано керівництво УНРуху в руки наступного покоління, яке прийшло на зміну поколінню основоположників ОУН.

## VII-й Великий Збір ОУН(1970)
Переломний момент у оточенні. Цілий ряд політичних сил українського життя в діаспорі завмер. Відбувалася важка зміна серед української молоді та молоді всього світу. А найважливішим моментом був стан справ на Рідних Землях — Відлига та розвиток політичної активності.

## V-й Великий збір ОУН (б) (осінь 1974)
На V-му Великому зборі ОУН була значна кількість представників молодого покоління. Окрему увагу Великий Збір присвятив розбудові фінансової бази ОУН її революційної боротьби. У постановах Збору наголошено необхідність ще ширше розгорнути закордонні акції в обороні українських політв'язнів, прав, волі і державності України, а також завдання внутрішньої політики, зумовлені вимогами ефективнішої допомоги визвольній боротьбі української нації, органічною частиною якої є українська еміґрація.

## VI-й Великий Збір ОУН (б)(осінь 1981)
VI Великий Збір ОУН розглянув політичне становище в світі, в російській імперії і зокрема в Україні, зосередив особливу увагу на всебічному аналізі сучасної революційної ситуації в Україні та в усьому комплексі російського імперо-колоніального панування. Центральною проблемою обговорення була загроза глобальної чи обмеженої термоядерної війни. Стверджено, що альтернативою до неї є національно-визвольні революції України й інших поневолених народів, які зсередини розвалюють російську імперію і комуно-большевицьку систему, джерело світових конфліктів та чинника загрози термоядерної війни.
На основі висновків зі студій культурно-наукового сектора стверджено сформування української держави автохтонним народом, заперечено норманську теорію, відкинено як неправдиву теорію трьох Русей та віднесено генезу української нації до далеких часів перед нашою ерою.
Уточнено загальні напрямні розгорнення дальшої визвольно-революційної боротьби всіх прошарків українського народу в усіх ділянках життя, протиставляючи російсько-большевицькій системі окупації і накиненому російському способові життя український зміст життя, який може бути здійснений лише в українській державі. Стверджено необхідність національно-політичної цілеспрямованості всіх виявів спротиву і боротьби широких народних мас проти різних проявів ворожої окупації.

## VII-й Великий Збір ОУН (б) (осінь 1987)
VII Великий збір ОУН зосередив особливу увагу на основному аналізі політичного становища у російській імперії і в Україні. Стверджено, що світ далі поділений на два ворожі блоки — імперсько-російський, який є загрозою для решти вільного світу, і блоку вільних та поневолених народів, яких єднає спільний інтерес боротьби проти того самого ворога. Ідея розвалу російської імперії на національні держави дорогою скоординованих революцій поневолених народів, при морально-політичній допомозі вільних народів, як альтернативи до навислої над світом загрози атомної війни, здобуває у світі чимраз більше прихильників серед впливових кіл вільних народів. Великі зрушення всередині імперії і остаточне банкрутство панівної комуністичної ідеології і побудованої на ній соціальної системи та національного поневолення, що наступили під довготривалим тиском пасивного і активного спротиву широких кіл населення імперії, йдуть у парі з всезростаючими визвольними процесами поневолених народів, а особливо українського народу.

## Надзвичайний Великий збір ОУН (б) (1991) та перша публічна Конференція українських націоналістів (Березень 1992)
Проходив ще за межами батьківщини, але відбувався уже за фізичною участю провідних членів з України. Це було відновлення історичної єдності двох крил революційної ОУН, незважаючи на всі потуги Москви розколоти, паралізувати, а то й фізично знищити керівне ядро націоналістичного руху. Тим часом масова активізація патріотів, наростаюча динаміка конструктивних суспільних сил призвели до скликання у Києві у березні 1992 року першої публічної Конференції українських націоналістів. Конференція покликала до життя Конґрес Українських Націоналістів (КУН), який став легальною політичною структурою в Україні та суб'єктом демократично-парламентського змагання за здійснення політичної програми націоналістів.

## IX-й Великий Збір ОУН (б) (липень 1996)
Необхідною умовою завершення національно-визвольної боротьби є заміна при важелях влади чужих національній ідеї, некомпетентних елементів національно-державницькими кадрами, які утвердили б у державі владу українського народу. Основні напрямки діяльності — побудова Української Самостійної Соборної Держави та розбудова української державницької нації. Українська Держава як національна, самостійна, соборна, демократична, унітарна, правова, християнська та європейська.

## X-й Великий збір ОУН (б) (2000)
На ньому заступником Голови Проводу ОУНР обрано Івана Гавдиду.